# Марци
Марци (итал. Marzi) — коммуна в Италии, располагается в регионе Калабрия, подчиняется административному центру Козенца.
Население составляет 1020 человек, плотность населения составляет 68 чел./км². Занимает площадь 15 км². Почтовый индекс — 87050. Телефонный код — 0984.
Покровительницей коммуны почитается святая Варвара, празднование 4 декабря.